# Landkreis Lüchow-Dannenberg
Der Landkreis Lüchow-Dannenberg ist der östlichste Landkreis Niedersachsens und mit etwa 46.000 Einwohnern der nach Einwohnerzahl kleinste Deutschlands sowie der am dünnsten besiedelte Landkreis der alten Bundesländer. Der Landkreis ist Mitglied der Metropolregion Hamburg und des Lüneburgischen Landschaftsverbands. Kreisstadt und bevölkerungsreichster Ort des Landkreises ist das namensgebende Lüchow (Wendland), zweitgrößte und ebenfalls namensgebende Stadt ist Dannenberg (Elbe).
Der auch verwendete Name Hannoversches Wendland (oft vereinfacht auch nur Wendland) leitet sich von den Wenden (Polaben) ab, den früheren slawischen Einwohnern, die dort um das 9. Jahrhundert siedelten und die wohl Namensgeber für die typischen Rundlingsdörfer im heutigen Wendland waren.

## Geografie

### Lage
Der Landkreis Lüchow-Dannenberg liegt in der norddeutschen Übergangszone vom subatlantischen zum subkontinentalen Klima. Der Göhrde-Drawehn-Höhenzug, der den Naturraum Wendland und Altmark gegen die Lüneburger Heide im Westen abgrenzt, wirkt als Wetter- und Klimascheide und verstärkt den kontinentalen Einfluss auf der Ostseite.
Das zweite bestimmende Landschaftselement ist die Elbe mit ihrer weitläufigen Talaue. Das weichselglazial geformte Elbe-Urstromtal kann auf Landkreisgebiet in die eigentliche Elbtalniederung und in die Lüchower Niederterrasse mit der Jeetzelniederung, der Gartower Flugsandanhöhe und mehreren saaleglazialen Geestinseln gegliedert werden. Die wichtigsten aus den Niederungen herausragenden, inselartigen Geestplatten sind die Langendorfer Geestinsel („Langendorfer Berg“), der Lemgow und der Öring. Dazu kommt noch als Besonderheit die Erhebung des Höhbeck, eine sogenannte Stauchmoräne inmitten der Elbtalniederung. (Eine detailliertere naturräumliche Beschreibung findet sich unter: Wendland und Altmark.) Die Geländehöhen in Lüchow-Dannenberg reichen von weniger als 9 m über NN in Teilen der Elbtalaue bis zu 142 m über NN (Hoher Mechtin) im Drawehn.

### Nachbarkreise
Er grenzt im Uhrzeigersinn im Nordosten beginnend an den Landkreis Ludwigslust-Parchim (in Mecklenburg-Vorpommern), an den Landkreis Prignitz (in Brandenburg), an die Landkreise Stendal und Altmarkkreis Salzwedel (beide in Sachsen-Anhalt) sowie an die Landkreise Uelzen und Lüneburg (beide in Niedersachsen).

### Flora und Fauna
Aufgrund der klimatischen Übergangslage, der naturräumlichen Vielfalt und der geringen menschlichen Siedlungsdichte – die auch das Resultat früher regelmäßig auftretender weiträumiger Überschwemmungen der Elbe und ihrer Nebenflüsse ist – weist der Landkreis Lüchow-Dannenberg noch eine besonders artenreiche und teilweise seltene Flora und Fauna auf. Große Teile insbesondere der Elblandschaft sind als Biosphärenreservat und als FFH-Gebiete geschützt. Der übrige Landkreis ist wesentlicher Bestandteil des Naturparks Wendland.Elbe.
- Qualmwasser-Biotop in der Elbtalaue
- Laubfrosch
- Bewaldeter Höhenzug des Drawehn

### Naturschutzgebiete
Im Landkreis Lüchow-Dannenberg gibt es 14 Naturschutzgebiete. Das größte (Die Lucie) hat eine Fläche von 1800 ha, das kleinste (Schwarzer Berg bei Krummasel) eine Fläche von 3 ha.
Siehe auch:
- Liste der Naturschutzgebiete im Landkreis Lüchow-Dannenberg
- Liste der Landschaftsschutzgebiete im Landkreis Lüchow-Dannenberg
- Liste der Naturdenkmale im Landkreis Lüchow-Dannenberg
- Liste der geschützten Landschaftsbestandteile im Landkreis Lüchow-Dannenberg

## Geschichte

### Verwaltungsgeschichte
Der Landkreis Lüchow-Dannenberg entstand am 1. Oktober 1932 durch den Zusammenschluss der beiden 1885 gebildeten preußischen Landkreise Kreis Dannenberg und Kreis Lüchow. Das Gebiet des neuen Landkreises entsprach damit den alten hannoverschen Ämtern Dannenberg und Lüchow mitsamt den beiden bis 1885 amtsfreien Städten Dannenberg und Lüchow. Der neue Landkreis erhielt zunächst den Namen Landkreis Dannenberg und seine Kreisstadt war zunächst die Stadt Dannenberg. Durch die Grenzziehung der Besatzungszonen nach dem Zweiten Weltkrieg kam 1945 die bis dahin zu Mecklenburg gehörende linkselbische Gemeinde Kaltenhof zum Landkreis hinzu, der seitdem 232 Gemeinden und zwei gemeindefreie Gebiete umfasste.
Im Jahre 1951 wurde der Kreissitz in die Stadt Lüchow verlagert und der Landkreis in Landkreis Lüchow-Dannenberg umbenannt. Dem gingen fünf Jahre erbitterter Streit zwischen Lüchow und Dannenberg voraus; es wurden Denk- und Streitschriften verfasst, in denen beide Seiten einander Geschichtsfälschung und Egoismus vorwarfen. Die alte Rivalität brach später wieder im Streit um die Strukturreform auf. Zu kleineren Änderungen der Verwaltungsstruktur kam es am 1. Juli 1957, als Sarchem nach Hitzacker eingemeindet wurde, am 1. Januar 1961, als Seelwig nach Clenze eingemeindet wurde sowie am 1. Februar 1971, als Prisser nach Dannenberg eingemeindet wurde.
Eine umfassende Gemeindereform fand durch das Gesetz zur Neugliederung der Gemeinden im Raum Lüchow am 1. Juli 1972 statt, als durch eine drastische Reduzierung der Zahl der Gemeinden die heutige Verwaltungsgliederung geschaffen wurde. Davor bestand der Landkreis zuletzt aus 229 Gemeinden. Dies war die höchste Anzahl an Gemeinden in sämtlichen Kreisen der damaligen Bundesrepublik. Umso bemerkenswerter erscheint dies vor dem Hintergrund, dass der Landkreis im Jahr 1972 die niedrigste Bevölkerungszahl aller Kreise Westdeutschlands aufwies (heute hat er die niedrigste Bevölkerungszahl aller Kreise Deutschlands). Etwa 80 Gemeinden hatten weniger als 100 Einwohner. Die kleinste Gemeinde Deutschlands, Liepehöfen, wies zum Zeitpunkt der Eingemeindung in die Stadt Dannenberg eine Einwohnerzahl von 3 auf. Durch die Gebietsreform von 1972 änderten sich auch die Außengrenzen des Landkreises. Die Gemeinden Meußließen und Reddien aus dem Landkreis Uelzen wurden in die Gemeinden Clenze bzw. Zernien eingegliedert. Außerdem wurden die Gemeinden Dübbekold und Katemin aus dem Landkreis Lüneburg in die Gemeinden Göhrde bzw. Neu Darchau eingegliedert. Die beiden Gemeinden Kakau und Varbitz schieden aus dem Landkreis Lüchow-Dannenberg aus und wurden in die Gemeinde Soltendieck im Landkreis Uelzen eingegliedert.
Eine genaue Beschreibung der Städte, Flecken und Dörfer des Landkreises erfolgt in dem Artikel Liste der Siedlungen des Landkreises Lüchow-Dannenberg.
In der Gemeinde Weitsche wurde 1994 das Bernsteintier gefunden, eine der ältesten Bernsteinfiguren aus der Vorzeit.
Am 28. Juni 2001 wurde der Vertrag über kommunale Partnerschaft mit dem polnischen Landkreis Obornicki unterzeichnet. Nach dem Umzug der Kreisverwaltung befinden sich noch das Amtsgericht und das ehemalige Kreiskrankenhaus (mittlerweile als Elbe-Jeetzel-Klinik privatisiert) in Dannenberg.

### Strukturreform der Verwaltung
Aufgrund der Überschuldung des einwohnerschwachen Landkreises und seiner Gemeinden waren verschiedene Ansätze einer Kommunalreform in der Diskussion. Variante 1 sah eine Umwandlung des Landkreises in eine kreisfreie Stadt vor, wobei aus den 27 Gemeinden dann Stadtteile ohne eigene Verwaltung würden. Alternativ wurde auch eine Zusammenlegung der Samtgemeinden zu dann nur noch zwei Samtgemeinden überlegt, eventuell mit Auflösung des Landkreises und Zuordnung der beiden Samtgemeinden in die Nachbarkreise Uelzen beziehungsweise Lüneburg.
Die Umwandlung des Landkreises in eine kreisfreie Stadt wurde von den 27 Gemeinden des Landkreises eindeutig abgelehnt. Sie behaupteten, der Hauptkostentreiber wäre die Kreisverwaltung und befürworteten eher eine Auflösung des Landkreises. Spätere Überlegungen gingen dahin, erst einmal die Zahl der Gemeinden auf 15 zu reduzieren. Zusätzlich wurde vorgeschlagen, nur eine Samtgemeinde zu bilden. Diese Samtgemeinde sollte dann auch die Aufgaben der Kreisverwaltung übernehmen. Damit wäre das neue Konstrukt einer kreisfreien Samtgemeinde geschaffen worden. Die Hannoversche Allgemeine Zeitung zitierte am 17. Dezember 2004 Innenminister Schünemann dahingehend, dass dieses rechtlich möglich sei. Schließlich war die Auflösung des Landkreises Lüchow-Dannenberg bereits mit der Kreisreform zum 1. August 1977 vorgesehen, wurde aber zurückgestellt.
Für die Variante der kreisfreien Samtgemeinde zeichnete sich bis Mitte Mai 2005 eine große Mehrheit in den Räten und in der von der Lokalzeitung veröffentlichten Meinung ab. Jedoch war fraglich, ob diese Konstruktion von Dauer wäre. Kritiker vermuteten, dass es bei einer landesweiten Kreisreform in Niedersachsen im Jahr 2008 (oder später) ohnehin zu einem Neuzuschnitt der Gebietskörperschaften kommen würde, wobei eine „kreisfreie Samtgemeinde Lüchow-Dannenberg“ aller Wahrscheinlichkeit nach in den Nachbarkreisen Uelzen und/oder Lüneburg aufgehen würde.
Nach den Gemeinderatsbeschlüssen wurde deutlich, dass es doch keine Einmütigkeit in der Variante „Kreisfreie Samtgemeinde“ gab. Vielmehr schien die historisch gewachsene Rivalität zwischen dem Süden (ehemaliger Kreis Lüchow) und dem Norden (ehemaliger Kreis Dannenberg) wieder aufzubrechen. Die Befürworter der kreisfreien Samtgemeinde (mit Sitz in Lüchow) stammten alle aus dem Südkreis. So stimmten die Gremien der zwei Samtgemeinden und aller zwölf Gemeinden des Südkreises für die Bildung einer kreisfreien Samtgemeinde. Bei den erfolgten Abstimmungen in den beiden Samtgemeinden sowie in allen zehn Gemeinden im Nordkreis wurde dagegen einmütig gegen eine einzelne kreisfreie Samtgemeinde und stattdessen für den Zusammenschluss der jetzigen Samtgemeinden Dannenberg und Hitzacker zu einer Samtgemeinde Elbtalaue votiert. Dies wurde mit einer besseren regionalen Identität und Bürgernähe begründet, und man ging im Hinblick auf eine zukünftige landesweite Strukturreform sowieso nur von einem Übergangsschritt aus. Von den sechs Gremien des Ostkreises (Samtgemeinde Gartow) stimmten jeweils drei für beziehungsweise gegen die kreisfreie Samtgemeinde.
Vom 26. Oktober bis zum 6. November 2005 stimmte die Bevölkerung im Kreis per Briefwahl mit 53,27 Prozent für eine kreisfreie Samtgemeinde unter Auflösung des Kreises. Auf eine Ermittlung der Ergebnisse auf der Gemeinde- oder Samtgemeindeebene wurde allerdings verzichtet, was die Aussagekraft des Abstimmung mindert. Die Auszählung der Abstimmung erfolgte nur auf der Ebene des Landkreises. Das Ergebnis ist insofern bemerkenswert, als es im Wesentlichen lediglich die Bevölkerungsverteilung widerspiegelt (Nordkreis 42,3 %, Ostkreis 7,8 % und Südkreis 50,0 %).
Obwohl die Mehrheit der Bevölkerung für die Auflösung des Landkreises beziehungsweise für die Umwandlung desselben in eine kreisfreie Samtgemeinde gestimmt hat, hat der niedersächsische Innenminister wegen rechtlicher Bedenken und der Klageandrohung einiger Gemeinden den Landkreis nicht aufgelöst.
Das neue Modell sah schließlich die Bildung dreier Samtgemeinden vor. Die Samtgemeinde Gartow blieb erhalten, Hitzacker und Dannenberg schlossen sich zur Samtgemeinde Elbtalaue zusammen und Lüchow und Clenze bildeten die Samtgemeinde Lüchow (Wendland).

### Einwohnerstatistik
| Jahr | Einwohner | Quelle |
| ---- | --------- | ------ |
| 1933 | 41.246    | [ 14 ] |
| 1939 | 40.530    | [ 14 ] |
| 1950 | 72.741    | [ 14 ] |
| 1960 | 52.500    | [ 14 ] |
| 1970 | 50.600    | [ 15 ] |
| 1980 | 48.700    | [ 16 ] |
| 1990 | 49.215    | [ 17 ] |
| 2000 | 52.100    | [ 17 ] |
| 2010 | 49.213    | [ 17 ] |
| 2015 | 50.128    | [ 17 ] |
| 2020 | 48.503    | [ 17 ] |

### Konfessionsstatistik
Gemäß der Volkszählung 2011 waren 60,7 % der Einwohner evangelisch, 5,3 % römisch-katholisch und 34,0 % waren konfessionslos, gehörten einer anderen Glaubensgemeinschaft an oder machten keine Angabe. Der Anteil der Protestanten an der Gesamtbevölkerung ist seitdem jährlich um fast 1 % gesunken. Gemäß dem Zensus 2022 waren 50,6 % der Einwohner evangelisch, 4,9 % katholisch, und 44,4 % waren konfessionslos, gehörten einer anderen Glaubensgemeinschaft an oder machten keine Angabe.

## Politik
Der Landkreis Lüchow-Dannenberg gehört zum Landtagswahlkreis 48 Elbe und zum Bundestagswahlkreis 38 Lüchow-Dannenberg – Lüneburg.

### Kreistag
Seit der letzten Wahl am 12. September 2021 gehören dem Kreistag 40 Abgeordnete und der Landrat an. Die Kommunalwahl ergab folgendes Ergebnis:
- Linke: 1
- SPD: 7
- SOLI: 3
- Grüne: 6
- KalliEco: 1
- FDP: 1
- BL: 2
- UWG: 5
- CDU: 11
- Basis: 1
- AfD: 2

| Parteien und Wählergemeinschaften | Parteien und Wählergemeinschaften           | Prozent 2021 | Sitze 2021 | Prozent 2016 | Sitze 2016 | Prozent 2011 | Sitze 2011 | Prozent 2006 | Sitze 2006 | Prozent 2001 | Sitze 2001 |
| --------------------------------- | ------------------------------------------- | ------------ | ---------- | ------------ | ---------- | ------------ | ---------- | ------------ | ---------- | ------------ | ---------- |
| CDU                               | Christlich Demokratische Union Deutschlands | 28,42        | 11         | 30,26        | 13         | 30,62        | 12         | 42,0         | 16         | 46,4         | 20         |
| SPD                               | Sozialdemokratische Partei Deutschlands     | 17,62        | 7          | 17,89        | 7          | 19,78        | 8          | 22,4         | 8          | 23,2         | 10         |
| Grüne                             | Bündnis 90/Die Grünen                       | 14,83        | 6          | 11,65        | 5          | 19,68        | 7          | 7,3          | 3          | 4,7          | 2          |
| UWG                               | Unabhängige Wählergemeinschaft              | 12,40        | 5          | 16,76        | 7          | 13,36        | 5          | -            | -          | -            | -          |
| SOLI                              | Sozialökologische Liste/SOLI                | 8,68         | 3          | 8,66         | 4          | 8,26         | 3          | -            | -          | -            | -          |
| AfD                               | Alternative für Deutschland                 | 4,56         | 2          | 7,26         | 3          | -            | -          | -            | -          | -            | -          |
| Bürgerliste                       | Bürgerliste                                 | 4,38         | 2          | 3,98         | 2          | 3,93         | 1          | -            | -          | -            | -          |
| FDP                               | Freie Demokratische Partei                  | 3,06         | 1          | 3,04         | 1          | 2,76         | 1          | 5,1          | 2          | 4,5          | 2          |
| Die Linke                         | Die Linke                                   | 2,75         | 1          | -            | -          | -            | -          | -            | -          | -            | -          |
| die Basis                         | Basisdemokratische Partei Deutschland       | 1,79         | 1          | -            | -          | -            | -          | -            | -          | -            | -          |
| KalliEco                          | KalliEco                                    | 1,51         | 1          | -            | -          | -            | -          | -            | -          | -            | -          |
| FWW                               | Freie Wähler Wendland                       | -            | -          | 0,5          | 0          | 1,60         | 1          | -            | -          | -            | -          |
| WG                                | Wählergemeinschaften                        | -            | -          | -            | -          | -            | -          | 23,3         | 9          | 20,2         | 8          |
| Gesamt                            | Gesamt                                      | 100          | 40         | 100          | 42         | 100          | 38         | 100          | 38         | 100          | 42         |
| Wahlbeteiligung in Prozent        | Wahlbeteiligung in Prozent                  | 62,57        | 62,57      | 59,09        | 59,09      | 59,41        | 59,41      | 56,2         | 56,2       | 62,6         | 62,6       |

- Wählergemeinschaften, da sich die Ergebnisse von 2001 und 2006 nicht auf einzelne Wählergemeinschaften aufschlüsseln lassen.
- Neben den gewählten Kreistagsabgeordneten gehört der Landrat dem Kreistag an.

### Landrat
Zum Landrat wurde 2006 Jürgen Schulz (parteilos) gewählt. 2014 wurde er in seinem Amt bestätigt. Bei der Kommunalwahl 2021 trat er nicht mehr an. Zu seiner Nachfolgerin wurde in einer Stichwahl mit 57,02 % der Stimmen die ebenfalls parteilose Dagmar Schulz gewählt.

### Wappen
Das Wappen wurde durch das Preußische Staatsministerium mit Erlass vom 24. Juli 1935 genehmigt. Die Blasonierung lautet: „Gespalten: Vorne auf weißem Grund eine grüne, auf schwarzem Berge wachsende Tanne, Holz und Wurzel rot (Dannenberg); hinten in Rot drei goldene Rauten (Lüchow).“
Die Wappen der Gemeinden des Landkreises Lüchow-Dannenberg findet man unter Liste der Wappen im Landkreis Lüchow-Dannenberg.

### Partnerschaften
Der Landkreis Lüchow-Dannenberg unterhält Partnerschaften mit
- dem Berliner Bezirk Steglitz-Zehlendorf (seit 1979, damals Bezirk Steglitz)[31]
- der polnischen Powiat Obornicki (seit 2001)

## Wirtschaft und Infrastruktur

### Wirtschaft
Der Landkreis ist sehr strukturschwach und stark agrarisch geprägt. Neben Landwirtschaft und Tourismus bestimmen wenige größere Industriebetriebe den Arbeitsmarkt, unter anderem „ContiTech AG“ in Dannenberg und „SKF“ in Lüchow, sowie WZT (Wendland Zerspanungstechnik) in Hitzacker und Zuther GmbH in Karwitz. Im Zukunftsatlas 2016 belegte der Landkreis Lüchow-Dannenberg Platz 393 von 402 Landkreisen und kreisfreien Städten in Deutschland und zählt damit zu den Regionen mit „sehr hohen Zukunftsrisiken“. Der Landkreis nimmt damit den letzten Platz unter allen Kreisen und Städten in Westdeutschland ein.
In der Gemeinde Gorleben ist die „Brennelementlager Gorleben GmbH – BLG“, eine Tochtergesellschaft der BGZ Gesellschaft für Zwischenlagerung (BGZ) ansässig, Betreiberin des bekannten Zwischenlagers für hochradioaktiven Abfall. Neben dem Zwischenlager befinden sich in der Gemeinde weitere Einrichtungen (teilweise geplant) zur Behandlung und Lagerung radioaktiver Abfälle (unter anderem eine Pilotkonditionierungsanlage (PKA) und das Erkundungsbergwerk Gorleben, das wegen der – inzwischen abgebrochenen – Erkundung des Salzstocks Gorleben-Rambow auf seine Eignung als Endlager für hochradioaktive Abfälle) überregional bekannt wurde.
1997 wurde vom Kreistag beschlossen, eine Stromversorgung zu 100 % aus Erneuerbaren Energien anzustreben. Zur Unterstützung dieser Entwicklung wurde 2008 die Akademie für erneuerbare Energien Lüchow-Dannenberg GmbH mit Sitz in Lüchow gegründet. 2012 wurden 15 % mehr Strom erzeugt als die Region selbst verbraucht.
Das Amtliche Kreisblatt ist die Elbe-Jeetzel-Zeitung.

### Verkehr

#### Straßen
Durch den Landkreis führen die Bundesstraßen B 71 (Bremerhaven) – (Uelzen) – Bergen (Dumme) – (Salzwedel) – Magdeburg – (Könnern), B 191 (Plau am See) – (Dömitz) – Dannenberg – Zernien – (Uelzen) – (Celle), B 216 (Lüneburg) – Dannenberg, B 248 (Northeim) – (Salzwedel) – Lübbow – Lüchow – Dannenberg und B 493 Schnackenburg – Gartow – Lüchow – Waddeweitz – (Uelzen).
Ursprünglich sollte die A 25 von Hamburg nach Berlin führen und hätte somit den Landkreis an das Autobahnnetz angebunden. Dieser Plan wurde jedoch verworfen und es wurde eine alternative Strecke gebaut, die der A 24 entspricht.
Zu DDR-Zeiten war auch geplant, eine Autobahn (A 24a) bis zur innerdeutschen Grenze zu bauen. Als Linienführung war eine nördliche Umgehung Bardowicks und Adendorfs sowie ein Verlauf nördlich von Neetze bis nach Schnackenburg vorgesehen. Aufgrund der politischen Entscheidung zugunsten der A 24 auf dem Gebiet Schleswig-Holsteins wurde die A 24a in der dargestellten Form nicht verwirklicht.
Im Jahr 2011 gab es im Landkreis bezogen auf die Einwohnerzahl deutschlandweit die meisten Verkehrstoten.
Der Landkreis war der letzte, in dem eine Ampel errichtet wurde. Erst 1982 wurde die erste aufgestellt. Grund war jedoch nicht der Bedarf, sondern die Forderung der Aufsichtsbehörde, dass Führerscheinanwärter eine Ampel benötigen würden. 2021 gab es elf Ampeln im Landkreis.

#### Eisenbahn
- Die Bahnstrecke Stendal–Uelzen berührt den Süden des Landkreises.
- Die Bahnstrecke Wittenberge–Buchholz erschließt den Norden des Landkreises. Östlich von Dannenberg wurde sie aufgrund der Deutschen Teilung und wegen Kriegsschäden abgebaut.
- Auf der Bahnstrecke Salzwedel–Dannenberg ruht der Schienenverkehr. Zwischen Dannenberg und Lüchow finden gelegentlich Sonderfahrten statt.
- Auf der stillgelegten Strecke Uelzen–Dannenberg wurden 2005/2006 die Gleise teilweise entfernt, die Schwellen verblieben jedoch. Auch sind einige Bahnübergänge dieser Strecke inzwischen überasphaltiert.
- Die Bahnstrecke Lüchow–Schmarsau wurde wegen zu geringer Nachfrage erst stillgelegt und dann abgebaut.

#### ÖPNV
Der Busverkehr wird zurzeit hauptsächlich von der LSE geführt. Einzelne Linien werden auch durch die Personenverkehrsgesellschaft Altmarkkreis Salzwedel mbH (PVGS), die RBB und die KVG Stade bedient.

### Sendemasten
Auf dem Höhbeck, einer 76 m ü. NN hohen Erhebung an der Elbe, gab es zwei Sendemasten mit 326 Metern und 344 Metern Höhe. Letzterer diente bis 1990 für die Realisierung einer Richtfunkverbindung nach Berlin-Frohnau. Der kleinere Sendemast Gartow I wurde im August 2009 gesprengt. Siehe Sender Höhbeck.
In Zernien betreibt der NDR die Sendeanlage Dannenberg/Zernien mit einem 258 Meter hohen Sendemast.

## Medien
Die wichtigste Tageszeitung im Landkreis ist die Elbe-Jeetzel-Zeitung, die vor wenigen Jahrzehnten durch die Fusion dreier Lokalblätter neu entstanden ist, aber durch die Vorgängerpublikationen auf eine mehr als 170-jährige Redaktionsgeschichte zurückblicken kann. Der Norddeutsche Rundfunk strahlt werktäglich sieben Regionalfenster im Hörfunk auf NDR 1 Niedersachsen aus. Zuständig für die Region ist das NDR Studio in Lüneburg, wo auch Fernsehberichte aus dem Landkreis Lüchow-Dannenberg, unter anderem für Hallo Niedersachsen, NDR Info oder die tagesschau gefertigt werden.

## Kultur
Der Landkreis Lüchow-Dannenberg verfügt – verglichen mit anderen Landkreisen seiner Größe – über ein außergewöhnlich vielfältiges Kulturangebot. Über die Kreisgrenzen hinaus bekannt sind insbesondere folgende jährlich wiederkehrende Kulturveranstaltungen:
- Musikwoche Hitzacker (Februar/März)
- Dannenberger Kammermusikwoche (April/Mai)
- Kulturelle Landpartie (Mai/Juni, zwischen Himmelfahrt und Pfingsten)
- Mützingenta (Mai/Juni, zwischen Himmelfahrt und Pfingsten)
- Sommerliche Musiktage Hitzacker (Juli/August)
- Schubertiaden Schnackenburg (Juli/August)
- Trebeler Orgelnacht (Ende Juli)
- Orgelsommer Gartow  (Anfang Juli bis Ende August)[38]
- Wiesenfete in Quickborn (erster Freitag im August)[39].

Zwölf Museen widmen sich der regionalen Geschichte Lüchow-Dannenbergs:
- Amtsturm-Museum Lüchow
- Archäologisches Zentrum Hitzacker
- Blaues Haus Museum Clenze
- Museum Altes Zollhaus Hitzacker (Elbe)
- Grenzlandmuseum Schnackenburg
- Höhbeckmuseum Vietze
- Historisches Feuerwehrmuseum Neu Tramm
- Museum Wustrow
- Naturum Göhrde
- Rundlingsmuseum Wendlandhof Lübeln
- Swinmark-Grenzlandmuseum Göhr
- Museum im Waldemarturm Dannenberg

Ein dreizehntes Museum widmet sich der Bandgeschichte der Rolling Stones:
- Stones Fan Museum Lüchow

Die dreizehn Museen sind vereint im Museumsverbund Lüchow-Dannenberg.
Weitere kulturelle Sehenswürdigkeiten:
- Westwendischer Kulturverein: der Verein präsentiert in Gartow im Zehntspeicher und in der Kunstkammer regelmäßig wechselnde Ausstellungen[41]
- Skulpturengarten Damnatz: Der Künstlerpark in der Größe von 10.000 Quadratmetern zeigt 30 Bildhauer-Großskulpturen auf dem Freigelände direkt an der Elbe. In einer ehemaligen Scheune finden Kunstausstellungen, Lesungen und Konzerte statt.[42]
- Friedenskirche in Küsten: zeitgemäße Gestaltung der Kirche durch den modernen Künstler Jürgen Goertz, die dadurch ein weit über die Region hinausreichendes einmaliges Design erhalten hat.[43]
- Verlässlich offene Kirchen gibt es in Küsten, Lüchow, Dannenberg, Hitzacker, Bergen an der Dumme, Gartow, Restorf, Holtorf, Schnackenburg, Meetschow, Kapern und Trebel, die meist auch Radwegekirchen sind.[44][45]
- Sommerakademie Wendland: ursprünglich ein offenes Bildungs- und Kunstangebot im August, das inzwischen ganzjährig stattfindet[46]

## Architektur
Der Landkreis gehört zum Gebiet des niederdeutschen Hallenhauses.
Dieser früher hier ausschließlich vorkommende Bautyp, dessen Eigenart auf dem Prinzip der Vereinigung von Viehstall, Ernteraum und Wohnung unter einem Dach beruht, bestimmt auch heute noch das Erscheinungsbild zahlreicher Dörfer. Die ältere Form dieses Hauses ist das
Zweiständerhaus (Kübbungsbau), das seit dem 17. Jahrhundert zunehmend vom
Vierständerhaus abgelöst wurde. Eine Mischform aus Zwei- und Vierständerbau ist das Dreiständerhaus. Mit nahezu gleichem Volumen, gleicher Hausbreite und -höhe, aber vielfach gewandelter Fachwerk- und Giebelaufgliederung, gleichen Baustoffen und gleichem Maßstab bestimmen diese Häuser das räumlich geschlossene Bild dieser Dörfer.

## Gemeinden
Der Landkreis Lüchow-Dannenberg gliedert sich seit dem 1. November 2006 in drei Samtgemeinden mit insgesamt 27 Gemeinden und zwei gemeindefreien Gebieten. Die jetzige Struktur wurde mit dem Gesetz zur Stärkung der kommunalen Selbstverwaltung im Landkreis Lüchow-Dannenberg geschaffen.
In Klammern die Einwohnerzahl am 31. Dezember 2024.
Samtgemeinden mit ihren Mitgliedsgemeinden
* Sitz der Samtgemeindeverwaltung
- 1. Samtgemeinde Elbtalaue (19.957)

1. Damnatz (298)
2. Dannenberg (Elbe), Stadt * (7966)
3. Göhrde (573)
4. Gusborn (1209)
5. Hitzacker (Elbe), Stadt (4566)
6. Jameln (1067)
7. Karwitz (739)
8. Langendorf (664)
9. Neu Darchau (1288)
10. Zernien (1587)

- 2. Samtgemeinde Gartow (3460)

1. Gartow, Flecken * (1354)
2. Gorleben (614)
3. Höhbeck (629)
4. Prezelle (416)
5. Schnackenburg, Stadt (447)

- 3. Samtgemeinde Lüchow (Wendland) (23.085)

1. Bergen an der Dumme, Flecken (1387)
2. Clenze, Flecken (2156)
3. Küsten (1330)
4. Lemgow (1293)
5. Lübbow (819)
6. Lüchow (Wendland), Kreisstadt * (9170)
7. Luckau (Wendland) (569)
8. Schnega (1168)
9. Trebel (927)
10. Waddeweitz (871)
11. Woltersdorf (871)
12. Wustrow (Wendland), Stadt (2524)

gemeindefreie Gebiete
1. Gartow (50,94 km², unbewohnt)
2. Göhrde (51,81 km², unbewohnt)

## Ehemalige Gemeinden
Die folgende Liste enthält alle ehemaligen Gemeinden, die jemals dem Landkreis Lüchow-Dannenberg angehörten.
Bahrendorf
Banzau
Bausen
Beesem
Belau
Belitz
Beseland
Beutow
Billerbeck
Bischof
Blütlingen
Bockleben
Bösel
Braasche
Braudel
Bredenbock
Breese an der Göhrde
Breese im Bruche
Breese in der Marsch
Breselenz
Breustian
Brünkendorf
Bückau
Bülitz
Bussau
Corvin
Dalitz
Dangenstorf
Darzau
Diahren
Dickfeitzen
Dommatzen
Drethem
Dünsche
Fließau
Gedelitz
Gielau
Gistenbeck
Gledeberg
Glienitz
Gohlau
Göhr
Göhrde
Gollau
Göttien
Govelin
Grabau
Grabow
Granstedt
Groß Breese
Groß Gaddau
Groß Gusborn
Groß Heide
Großwitzeetze
Gühlitz
Gülden
Gummern
Güstritz
Harlingen
Harpe
Holtorf
Jabel
Jeetzel
Jiggel
Kähmen
Kakau
Kaltenhof
Kapern
Karmitz
Kassau
Kiefen
Klein Breese
Klein Gaddau
Klein Gusborn
Klein Heide
Klein Kühren
Klennow
Köhlen
Kolborn
Krautze
Kremlin
Kriwitz
Krummasel
Kukate
Künsche
Laasche
Laase
Landsatz
Langenhorst
Lanze
Leisten
Lensian
Lichtenberg
Liepe
Liepehöfen
Loge
Lomitz
Lübeln
Lüggau
Lütenthien
Malsleben
Marleben
Marlin
Meetschow
Mehlfien
Metzingen
Meuchefitz
Middefeitz
Mützingen
Nauden
Naulitz
Nebenstedt
Nemitz
Nienbergen
Nienwalde
Nienwedel
Pannecke
Penkefitz
Pevestorf
Pisselberg
Plate
Platenlaase
Plumbohm
Prabstorf
Predöhl
Predöhlsau
Prepow
Prezier
Prießeck
Prisser1)
Proitze
Pudripp
Püggen
Puttball
Quarstedt
Quartzau
Quickborn
Ranzau
Rebenstorf
Reddereitz
Redemoißel
Reetze
Rehbeck
Reitze
Restorf
Riebrau
Riskau
Saaße
Sachau
Salderatzen
Sallahn
Sammatz
Sarchem2)
Sarenseck
Satemin
Schaafhausen
Schäpingen
Schlannau
Schlanze
Schletau
Schmardau
Schmarsau
Schmessau
Schutschur
Schweskau
Schwiepke
Seelwig3)
Seerau
Seerau in der Lucie
Sellien
Siemen
Simander
Solkau
Soven
Spithal
Splietau
Steine
Streetz
Tarmitz
Teichlosen
Teplingen
Thune
Thunpadel
Thurau
Tießau
Timmeitz
Tobringen
Tollendorf
Tolstefanz
Trabuhn
Tripkau
Tüschau
Varbitz
Vasenthien
Vietze
Volkfien
Volzendorf
Warpke
Wedderien
Weitsche
Wibbese
Wietzetze
Winterweyhe
Wittfeitzen
Wöhningen
Wussegel
Zadrau
Zebelin
Zeetze
Eingemeindungsdaten:1)1. Februar 1971, 2)1. Juli 1957, 3)1. Januar 1961

## Kfz-Kennzeichen
Am 1. Juli 1956 wurde dem Landkreis bei der Einführung der bis heute gültigen Kfz-Kennzeichen das Unterscheidungszeichen DAN (Name des Landkreises bis 1951: Landkreis Dannenberg) zugewiesen. Es wird durchgängig bis heute ausgegeben.

## Landräte
- 1907–1919: Karl zu Solms-Laubach

## Artikel
- Horst Vetten, Fotos Michael Wolf: Kreis Lüchow-Dannenberg: Gleich hinter Gorleben. In: Geo-Magazin. Nr. 6, 1980, S. 38–60  (informativer Erlebnisbericht)